# ? (film)
? (także Tanda Tanya, czyli Znak zapytania) – indonezyjski dramat z 2011 roku wyreżyserowany przez Hanunga Bramantyo. Występują w nim Revalina Sayuthi Temat, Reza Rahadian, Agus Kuncoro, Endhita, Rio Dewanto oraz Hengky Sulaeman. Tematem filmu jest różnorodność religijna w Indonezji. Osią fabuły są trzy rodziny – buddyjska, muzułmańska i katolicka. Po wielu konfliktach na tle religijnym, rodziny dochodzą do porozumienia.
Produkcja, oparta na dziecięcych doświadczeniach Bramantyo, miała na celu przedstawienie islamu ze strony innej niż radykalna. Ze względu na temat filmu, Bramantyo miał trudności ze znalezieniem wsparcia. Mahaka Pictures zdecydowało się jednak wydać na produkcję filmu 5 miliardów rupii indonezyjskich. Zdjęcia rozpoczęły się 5 stycznia 2011 w Semarangu.
? okazał się sukcesem zarówno w oczach krytyków, jak i widzów. Otrzymał dobre recenzje i został obejrzany przez ponad 550 tys. ludzi. Był również wyświetlany poza granicami kraju. Otrzymał dziewięć nominacji do Nagród Citra w 2011 na Indonezyjskim Festiwalu Filmowym. Kilka grup muzułmańskich (między innymi Front Obrońców Islamu, Indonezyjska Rada Ulema oraz Nahdlatul Ulama), protestowało przeciwko filmowi ze względu na jego pluralistyczny przekaz.

## Fabuła
? skupia się na relacjach osób o różnych religiach w Indonezji, gdzie konflikty na tle religijnym są bardzo częste. Historia opowiada o trzech rodzinach żyjących w wiosce w Semarangu, na Jawie – buddyjskiej rodzinie Indonezyjczyków chińskiego pochodzenia, Tan Kat Suna (Hengky Sulaeman) i jego syna Hendra (Rio Dewanto), muzułmańskiej parze Solehu (Reza Rahadian) i Menuce (Revalina S. Temat) oraz nawróconej na katolicyzm Rice (Endhita) i jej muzułmańskim synu Abim.
Sun oraz Hendra posiadają chińską restaurację, która podaje wieprzowinę – mięso, którego muzułmanie nie mogą spożywać. Pomimo tego, klienci oraz pracownicy restauracji to w wielu przypadkach właśnie wyznawcy Allaha. Aby utrzymać dobre stosunki ze swoimi pracownikami, Sun używa specjalnych narzędzi do przygotowywania wieprzowiny, których nie można używać przy przygotowywaniu innych potraw. Pozwala swoim pracownikom odprawiać modlitwy, a także daje im urlop podczas Eid ul-Fitr, największego święta muzułmańskiego. Jedną z jego pracownic jest Menuk, która utrzymuje swojego bezrobotnego męża. Rika jest przyjaciółką Menuk i utrzymuje związek z muzułmańskim aktorem Suryą (Agus Kuncoro).
Sun, mając ponad siedemdziesiąt lat, choruje, i restaurację przejmuje Hendar. Decyduje, że restauracje będzie sprzedawać tylko wieprzowinę, odrzucając muzułmańskich klientów. Pomiędzy Hendrą a Solehem powstaje konflikt, ponieważ ten pierwszy poprzednio spotykał się z Menuk. Kobieta popada w coraz większą depresję po tym, jak Soleh oświadcza jej, że ma zamiar się rozwieść. Rika żyje w stresie z powodu strachu przed reakcją na jej przejście na katolicyzm.
Soleh dołącza do charytatywnej islamskiej grupy Nahdlatul Ulama. Na początku niechętny do pracy przy ochronie katolickiego kościoła, decyduje się poświęcić własne życie kiedy odkrywa w nim bombę. Wybiega z nią z kościoła, tracąc w wybuchu życie. Sun umiera w ataku na restauracje, która pozostała otwarta w Eid ul-Fitr. Po zamachu, Hendra czyta 99 Twarzy Allaha i przechodzi na Islam.

## Obsada
- Revalina S. Temat jako Menuk, religijna muzułmanka, chodząca w hidżabie, żona Soleha. Menuk pracuje w restauracji Tan Kat Suna, wraz ze swoim zalotnikiem, Hendrą. Według aktorki, Menuk poślubiła Soleha, którego nie kochała, a nie Hendrę, ze względu na wyznanie[3].
- Reza Rahadian jako Soleh, bezrobotny mąż Menuk, który chciałby zostać bohaterem swojej rodziny. Ostatecznie dołącza do Nahdlatul Ulama, gdzie ma za zadanie chronić miejsca kultu. Ginie w wyniku wybuchu bomby, którą wyniósł z kościoła pełnego wiernych[4].
- Endhita jako Rika, młoda rozwódka, przeszła na katolicyzm. Ze względu na jej rozwód i zmianę religii, jest gorzej traktowana przez swoich sąsiadów. Wpada też w konflikt ze swoim synem, który nie porzucił Islamu[4]. Otrzymała nominację podczas Indonezyjskiego Festiwalu Filmowego za Najlepszą Aktorkę Drugoplanową[5][6].
- Agus Kuncoro jako Surya, młody muzułmański aktor i chłopak Riki. Nie jest w stanie otrzymać dużej roli[4]. Ostatecznie otrzymuje rolę Jezusa w jasełkach organizowanych przez jego dziewczynę. Otrzymał nominację podczas Indonezyjskiego Festiwalu Filmowego za Najlepszego Aktora Drugoplanowego, ale nie wygrał[5][6].
- Rio Dewanto jako Hendra (Ping Hen), syn Tat Kan Suna i Lim Giok Li. Ciągle kłóci się ze swoimi rodzicami, zwłaszcza jeśli chodzi o zarządzanie restauracją. Zakochuje się w Menuk, ale ona odrzuca jego zaloty ze względu na religię[4]. Po śmierci swojego ojca przechodzi na Islam[4].
- Hengky Sulaeman jako Tan Kat Sun, buddyjski Indonezyjczyk chińskiego pochodzenia. Właściciel restauracji, mąż Lim Giok Lie i ojciec Hendry[4].
- Edmay jako Lim Giok Lie, żona Tan Kat Suna[4].

## Produkcja
? został wyreżyserowany przez Hanunga Bramantyo, który jest Jawajczykiem chińskiego pochodzenia. Zdecydował się stworzyć film o tematyce różnorodności narodowej oraz religijnej na podstawie własnych doświadczeń. Wybrał tytuł ?, aby uniknąć protestów w dniu premiery filmu. Obawiał się, że zatytułowanie filmu Pluralizm lub Liberalizm mogłoby spowodować protesty przeciwników tych ideologii. Stwierdził też, że nie mógł wymyślić lepszego tytułu. Postacie w filmie są oparte na rzeczywistych osobach, które Bramantyo znał, lub o których czytał. Jego celem było stworzenie filmu, który „wyjaśniłby nieścisłości związane z Islamem” i stworzyłby inny obraz tej religii. Na konferencji prasowej Bramantyo powiedział, że ? nie miał na celu być hitem komercyjnym, miał raczej przekazać myśli autora.
Bojąc się tematu pluralizmu, niektórzy inwestorzy wycofali się z produkcji. Braymantyo nie był w stanie znaleźć wsparcia finansowego wśród studiów głównego nurtu. Przed tym, jak film został pokazany Indonezyjskiej Radzie Cenzorów Filmowych, część scen została wyciętych (między innymi ta, w której głowa świni była wystawiona w oknie restauracji Suna), reszta tych budzących kontrowersje skrócona. Przed premierą reżyser skonsultował się z ponad dwudziestoma ludźmi, w tym z przywódcami religijnymi, aby upewnić się, że obraz nikogo nie obraża.
Mahaka Pictures, które jest w posiadaniu tej samej grupy co muzułmańska Republika, współpracowała przy produkcji filmu z Dapur Film. Dyrektor Mahaka Pictures, Erick Thohir, stwierdził, że jego firma zdecydowała się pomóc przy produkcji, ponieważ „byli zdegustowani faktem, że jakość indonezyjskich filmów spadała”. Zdecydowali się na współpracę z Bramantyo, ponieważ swoimi wcześniejszymi obrazami udowodnił, że potrafi tworzyć filmy o tematyce religijnej. Zdjęcia rozpoczęły się 5 stycznia 2011 roku w Semarangu. Bramantyo opisał później miasto jako dobry przykład tolerancji w akcji. Film kosztował 5 miliardów rupii (około 600 tys. dolarów).
Casting na mniejsze role przeprowadziła firma Mulyo Hadi Purnomo. Reżyser osobiście kontaktował się z aktorami mającymi grająć główne role. Agus Kuncoro, który wystąpił w Sang Pencerah i znany był z grania w filmach o Islamie, zgodził się wystąpić w ? zaraz po przeczytaniu scenariusza. Piosenkarz Glenn Fredly chciał zagrać Doniego, ponieważ uważał rolę ultra-konserwatywnego katolika za interesującą ze względu na napiętą sytuację w kraju. Revalina S. Temat, która zagrała także w innym filmie Bramantyo (Perempuan Berkalung Sorban (Dziewczyna z kefiją dookoła szyi) z 2009 roku), stwierdziła, że rola jest bardziej poważna i interesująca niż jej występy w filmach typu horror.

## Tematyka i styl
Ade Irwansyah pisząc dla Tabloid Bintang, zauważa, że film jest „mikrokosmosem” Indonezji, gdzie wiele różnych grup religijnych często wpada ze sobą w konflikty. Irwansyah pisze, że Bramantyo chciał zachęcić widzów do zauważenia konfliktów religijnych mających miejsce codziennie. Bramantyo nazwał swój film jego własną interpretacją sytuacji religijnej panującej w kraju. Krytyk filmowy Eric Sasono zauważył, że jest wyraźnie widoczne już w sloganie filmu – „Czy wciąż ważne jest to, że jesteśmy różni?” i sugerował, że film przedstawia obawy Bramantyo – Indonezja stająca się monolitycznym krajem. Według Sasono, konflikt w ? kończy się, gdy postacie zaczynają wierzyć, że wszystkie religie są dobre, i wszystkie chwalą Boga. Z tego powodu, wszystkie konflikty religijne skończyłyby się, gdyby ludzie zaakceptowali wierzenia innych.
The Jakarta Globe opisuje film jako „studium roli i stanu Islamu we współczesnej społeczności indonezyjskiej”. Sasono zauważył, że motywy muzułmańskiej większości w filmie nie zostały pokazane wyraźnie. Po analizie akcji muzułmanów w ? oraz w filmach Asrula Saniego Al Kaustar (1977) oraz Titian Serambut Dibelah Tujuh (1982) Sasono zasugerował, że Bramantyo wyraża swój strach, że te grupy nie potrzebują już prowokacji, aby zaatakować innych. Zwara także uwagę na scenę, gdzie katolicki ksiądz jest zasztyletowany przez dwóch motocyklistów – przypomina to zdarzenie z Sierpnia 2010 roku w Bekasi, które zostało nagłośnione w całym kraju.

## Premiera
? został po raz pierwszy wyświetlony w Gandaria City w Południowej Dżakarcie 31 marca 2011 roku. Jego premierze towarzyszył konkurs zorganizowany przez lokalnego dostawcę sieci telefonicznej – celem było wybranie najlepszej nazwy dla wydarzeń przedstawionych w filmie. Najlepsza nazwa miała zostać wykorzystana przy premierze DVD. Nigdy jednak do tego nie doszło. W przeciągu pierwszych pięciu dni po premierze, film obejrzało prawie 100 000 ludzi. ? został obejrzany przez ponad 550 000 ludzi do połowy września. Film był też wyświetlany poza granicami kraju. Na szóstym Indonezyjskim Festiwalu Filmowym w Australii 25 sierpnia 2011 był wyświetlany jako obraz zamykający festiwal. Według Bramantyo, film był też wyświetlany w Vancouver oraz Paryżu i został tam pozytywnie odebrany.
Powieść na podstawie filmu, zatytułowana Harmoni Dalam Tanda Tanya (Harmonia w Tanda Tanya) została wydana w grudniu 2011 roku przez Mahaka Publishing. Autorem jest Melvy Yendera dan Adriyati. Powieść rozwija tło fabularne filmy, szczególnie związek Hendry i Menuk. 21 lutego 2012 roku, ? został wydany na DVD przez Jive! Collection, po akceptacji przez radę cenzorską. DVD zawierało indonezyjskie audio, indonezyjskie oraz angielskie napisy, dokument opisujący produkcje obrazu, oraz galerię zdjęć z procesu tworzenia.

## Odbiór filmu
Recenzenci filmowi przyjęli ? pozytywnie. Indah Setiawati z The Jakarata Post napisał, że film jest „odważną próbą promowania współczesnego Islamu i pokazania problemów kraju” oraz że widz powinien „być przygotowanym na salwy śmiechu i wybuchy płaczu”. Agusila, w swoim artykule dla Tempo, twierdzi, że film był lepszy od zdobywcy nagrody Citra w 2010 roku 3 Hati Dua Dunia, Satu Cinta, który dotyczył podobnej problematyki. Kartoyo, w recenzji dla Suara Karya chwalił fabułę, zdjęcia oraz muzykę.
Frans Sartono, recenzujący dla historycznie katolickiego Kompasu, uważa film za bardzo dydaktyczny, ale interesujący ze względu na społeczny komentarz tak bardzo potrzebny Indonezji.

### Kontrowesje
Po premierze ? konserwatywny Front Obrońców Islamu (Front Pembela Islam, skrót FPI) prowadził demonstrację przeciwko obrazowi ze względu na jego pluralistyczne przesłanie. Banser, młodzieżówka NU także zaprotestowała. Nie zgadzali się ze sceną, gdzie członkowie ruchu otrzymują zapłatę za swoją pracę dobroczynną. Głowa Centrum Kultury Indonezyjskiej Rady Ulema, Cholil Ridwan, stwierdził, że film „Wyraźnie propaguje pluralizm religijny”, który w 2005 został ogłoszony przez Radę zabronionym. (haraam) Protesty pojawiły się też kiedy SCTV planowało pokazać ? podczas Eid al-Fitr w 2011 roku. Organizacja FPI zorganizowało demonstrację przed biurem stacji, domagając się wycięcia większej ilości scen. Stacja porzuciła plan wyświetlenia filmu. Decyzja ta była mocno skrytykowana jako „poddanie się” FPI.
W odpowiedzi na krytykę ?, minister kultury oraz turystyki Jero Wacik, stwierdził, że najlepszym tytułem dla filmu byłby Bhinneka Tunggal Ika („Jedność w różnorodności”, motto Indonezji) i że pokazana w obrazie tolerancja etniczna oraz religijna pokazują indonezyjski „charakter narodowy”. Yenny Wahid, aktywistka religijna i córka byłego prezydenta Abdurrahmana Wahida, powiedziała, że ? „odniósł sukces w przekazywaniu idei pluralizmu w Indonezji” oraz że krytycy nie powinni patrzeć na poszczególne fragmenty filmu osobno. Bramantyo, pomimo swojej pierwszej wypowiedzi na Twitterze, sugerującej, że uważa protesty przy filmie za „darmową promocję”, zgodził się wyciąć niektóre sceny. Podczas wywiadu w październiku 2011 roku, reżyser przyznał, że był „zdumiony” tak złym odbiorem filmu wśród muzułmańskiej społeczności.
| Nagroda                       | Rok  | Kategoria                       | Otrzymał                        | Wynik     |
| ----------------------------- | ---- | ------------------------------- | ------------------------------- | --------- |
| Indonezyjski Festiwal Filmowy | 2011 | Najlepszy Reżyser               | Hanung Bramantyo                | Nominacja |
| Indonezyjski Festiwal Filmowy | 2011 | Najelpszy Scenariusz            | Titien Wattimena                | Nominacja |
| Indonezyjski Festiwal Filmowy | 2011 | Najlepszy Historia Oryginalna   | Hanung Bramantyo                | Nominacja |
| Indonezyjski Festiwal Filmowy | 2011 | Najlepsze Zdjęcia               | Yadi Sugandi                    | Wygrana   |
| Indonezyjski Festiwal Filmowy | 2011 | Najlepsza Reżyseria Artystyczna | Fauzi                           | Nominacja |
| Indonezyjski Festiwal Filmowy | 2011 | Najlepszy Montaż                | Cesa David Luckmasyah           | Nominacja |
| Indonezyjski Festiwal Filmowy | 2011 | Najlepszy Montaż Dźwięku        | Satrio Budiono i Saft Daultsyah | Nominacja |
| Indonezyjski Festiwal Filmowy | 2011 | Najlepszy Aktor Drugoplanowy    | Agus Kuncoro                    | Nominacja |
| Indonezyjski Festiwal Filmowy | 2011 | Najlepsza Aktorka Drugoplanowa  | Endhita Wibisono                | Nominacja |
| Bandung Film Festival         | 2012 | Najlepszy Reżyser               | Hanung Bramantyo                | Nominacja |
| Bandung Film Festival         | 2012 | Najlepsze Zdjęcia               | Yadi Sugandi                    | Nominacja |
| Bandung Film Festival         | 2012 | Najlepszy Plakat                |                                 | Nominacja |